# Sony Xperia Z
El Sony Xperia Z (C6603) és un telèfon mòbil creat per l'empresa Sony. El dispositiu compta amb un sistema operatiu Android Jelly Bean 4.1.2, encara que s'espera que s'actualitzi a 4.2 properament. El Sony Xperia Z va ser presentat en el CES 2013, el 8 de gener de 2013 i es va posar a la venda el 25 de febrer a Espanya.
El terminal s'engloba dins la gamma alta de dispositius, les mesures del telèfon són 139 x 71 x 7,9 mm, i el seu pes és de 146 g. Disposa de certificacions IP55 i IP57, que asseguren la seva resistència a la pols i a l'aigua, fins a 30 minuts a 1 metre d'immersió. El Sony Xperia Z disposa d'una pantalla de 5" amb una resolució FullHD (1920x1080) amb una densitat de píxels de 441 ppi amb la tecnologia Mobile Bravia Engine 2. El telèfon té un processador Qualcomm APQ8064+MDM9215M Quad Core a 1.5 GHz amb una GPU Adreno 320 i 2 GB de memòria RAM. La memòria interna del terminal és de 16GB i pot ser ampliada per microSD fins a una capacitat de 32 GB. La bateria del terminal és de 2330 mAh i no es pot extreure.
El terminal disposa d'una càmera posterior de 13 mpx amb un sensor Exmor RS i Flash LED. La càmera frontal és de 2,2 Mpx i disposa del sensor Exmor R. Tant la part frontal com la posterior del telèfon estan fabricades amb vidre "Dragontrail" per Asahi Glass Co.
El terminal Sony també disposa de tecnologia NFC, Bluetooth 4.0 i MHL. A més a més disposa de la capacitat de duplicació de pantalla, que via Wifi replica la pantalla del nostre dispositiu en un televisor via Wifi.